# Lisičji potok
Lisičji potok (en serbe cyrillique : Лисичји поток) est un quartier de Belgrade, la capitale de la Serbie. Il est situé dans la municipalité de Savski venac.

## Présentation
Lisičji potok est situé à l'est de la municipalité de Savski venac. Le quartier s'étend du nord au sud dans la vallée située entre les collines de Topčider et de Banjica, reliant ainsi les quartiers de Dedinje au nord et de Kanarevo brdo au sud.
Au nord-est du quartier se trouve le Palais Blanc (en serbe : Beli dvor), un palais de l'ancienne dynastie serbe des Karađorđević qui sert aujourd'hui de résidence au prétendant Aleksandar Karađorđević et à sa famille.
En serbe, lisičji potok signifie « la rivière du renard ».